# Borowe (rejon szarkowszczyński)
Borowe (biał. Баравое; ros. Боровое) – wieś na Białorusi, w obwodzie witebskim, w rejonie szarkowszczyński, w sielsowiecie Łużki.
Dawniej używana nazwa – Bór.

## Historia
W czasach zaborów wieś w gminie Łużki, w powiecie dzisieńskim, w guberni wileńskiej Imperium Rosyjskiego
W latach 1921–1945 wieś i leśniczówka leżały w Polsce, w województwie wileńskim, w powiecie dziśnieńskim w gminie Łużki.
Według Powszechnego Spisu Ludności z 1921 roku zamieszkiwały tu 33 osoby, wszystkie były wyznania prawosławnego i zadeklarowały białoruską przynależność narodową. Było tu 5 budynków mieszkalnych. W 1931 we wsi w 7 domach zamieszkiwało 38 osób, a w leśniczówce w 1 domu zamieszkiwały 4 osoby.
Wierni należeli do parafii rzymskokatolickiej i prawosławnej w Łużkach. Miejscowość podlegała pod Sąd Grodzki w Łużkach i Okręgowy w Wilnie; właściwy urząd pocztowy mieścił się w Łużkach.
W wyniku napaści ZSRR na Polskę we wrześniu 1939 miejscowość znalazła się pod okupacją sowiecką. 2 listopada została włączona do Białoruskiej SRR. Od czerwca 1941 roku pod okupacją niemiecką. W 1944 miejscowość została ponownie zajęta przez wojska sowieckie i włączona do Białoruskiej SRR.
Od 1991 w składzie niepodległej Białorusi.